# Suore della misericordia di Wellington
Le Suore della Misericordia (in inglese Sisters of Mercy of Wellington; sigla R.S.M.) sono un istituto religioso femminile di diritto pontificio.

## Storia
Le origini dell'istituto si ricollegano a quelle delle suore della misericordia fondate nel 1831 a Dublino da Catherine McAuley.
Philippe Joseph Viard, primo vescovo di Wellington, aveva fatto giungere dall'Irlanda tre giovani suore della misericordia ma, non giungendo rinforzi dall'Europa, il presule chiese al convento di Auckland di curare la fondazione di una casa nella sua diocesi.
Nel 1861 le suore della misericordia di Auckland inviarono madre Cecilia Maher, che fondò la comunità di Wellington. Le suore aprirono una scuola per i giovani Maori e una casa della Provvidenza, poi un orfanotrofio. Al convento di Wellington e alle sue filiali, nel 1927, si unirono altre case neozelandesi di suore della misericordia.

## Attività e diffusione
Le suore si dedicano a opere in campo educativo, assistenziale e sociale.
Oltre che in Nuova Zelanda, sono presenti in Australia, Irlanda, Samoa e Tonga; la sede generalizia è a Wellington.
Alla fine del 2015 l'istituto contava 191 religiose in 48 case.